# Mont Forel
Mont Forel, berg på sydöstra Grönland. Berget har en högsta punkt på 3 391 meter över havet. Det namngavs år 1912 av den schweiziska upptäckaren Alfred de Quervain och är uppkallat efter den schweiziska zoologen  François-Alphonse Forel.
De första som nådde toppen av Mont Forel var en schweizisk expedition under ledning av André Roch år 1938.